# 播種情人
《播種情人》為於1994年上映的香港劇情喜劇，導演為張志成，由劉青雲和袁詠儀領銜主演。導演張志成以個人在現實生活中的體驗為本，探討年輕夫妻養兒育女的觀念矛盾，是手法清新的文藝喜劇。

## 簡介
劉青雲興袁詠儀繼《新不了情》合作成功後再度合作，飾演新婚夫婦阿炭和阿RON，阿炭不想有下一代，但阿RON卻希望為丈夫生個孩子。他們的朋友黃子華和黎美嫻則是事業型的夫婦，兩人都不介意有孩子，只是忙於賺錢而沒有時間「造人」，結果其中一名太太懷孕了，促使四個人重新思考他們的人生觀和生活態度。

## 演員
- 黃子華
- 劉青雲
- 袁詠儀
- 黎美嫻
- 劉曉彤
- 許芬
- 蘇玉華
- 葉廣儉
- 阮世生
- 馬偉豪
- 翁子忠
- 陳德森
- 李曉彤
- 陳麗芬
- 何麗嫦
- 莫雪華
- 敦伊娜
- 廖淑貞

## 外部連結
- 香港影庫上《播種情人》的資料（繁體中文）
- 開眼電影網上《播種情人》的資料（繁體中文）
- 豆瓣电影上《播種情人》的資料 （简体中文）
- 时光网上《播種情人》的資料（简体中文）
- AllMovie上《播種情人》的资料（英文）
- 爛番茄上《播種情人》的資料（英文）
- 互联网电影数据库（IMDb）上《播種情人》的资料（英文）